# Harte Brötchen
Harte Brötchen ist eine Liebeskomödie des Regisseurs Tim Trageser aus dem Jahr 2002. In den Hauptrollen verkörpern Katharina Thalbach und Uwe Ochsenknecht das Ehepaar Christa und Theo Zerrback, die gemeinsam einen Kiosk im Ruhrgebiet betreiben.

## Handlung
Die Handlung spielt im Ruhrgebiet. Christa und Theo betreiben bereits seit vielen Jahren einen kleinen Kiosk. Die Umsätze, die die beiden dort zu verzeichnen haben, sind regelmäßig „weder Fisch noch Fleisch“; genau genommen rentiert sich der gemeinsam betriebene Laden nicht. 
Im Grunde ein herzensguter Mensch ist Theo eher „Kumpel“ statt Geschäftsmann, da er immer bereit ist, den Konsum seiner ihm bekannten Kunden großzügig anzuschreiben, statt das ihm zustehende  Geld für die verkauften Waren einzufordern. 
Theo und Christa nehmen an einem vom Kommunalverband ausgeschriebenen Wettbewerb „100 Jahre Kiosk“ teil und gewinnen den Sonderpreis „unverfälschtester Kiosk der Region“. Theo stirbt plötzlich und völlig unerwartet an einem Herzinfarkt, kurz, nachdem er das eingenommene Geld vom Kiosk bei einem Pferderennen verwettet hat.
In der Folge muss Christa mit ihren beiden, mittlerweile erwachsenen, Töchtern alleine zurechtkommen. Die vielen Schulden, die Theo zu seinen Lebzeiten hinterlassen hat, machen ihr das Leben nicht einfach. Sie entscheidet sich jedoch dazu, den Kiosk weiter zu betreiben um wenigstens gegenüber den Kreditgebern weiterhin ein regelmäßiges, wenn auch kleines, Einkommen nachzuweisen.
Christas einzige Hoffnung ist der Lehrer und Traubenzüchter Jörg Erdmann, der sich in sie verliebt hat. Aber auch Theo, ihr verstorbener Mann, hilft ihr, indem er Christa auf ihrem Fernseher erscheint und ihr wertvolle Tipps aus dem Jenseits gibt. Von Jörg Erdmanns Erscheinen in ihrem Leben ist er allerdings nicht sonderlich begeistert.

## Ersterscheinung
Harte Brötchen wurde auf dem Münchner Filmfest am 4. Juli 2002 erstmals gezeigt. Am 17. Juli 2002 wurde er erstmals in der ARD ausgestrahlt.

## Kritiken
Die Programmzeitschrift TV Spielfilm bescheinigt dem Film, dass er voller „Ruhrpottklisches“ sei, dabei „aber sehr sympathisch“ wirke. Das Lexikon des internationalen Films resümiert, dass die Hauptdarstellerin einer überzeugende Leistung erbracht hat, indem sie den Wandel von einer verbitterten Ehefrau zu einer erfolgreichen Unternehmerin sympathisch darstellt.